# Slim Gaillard
Slim Gaillard (Bulee « Slim » Gaillard, 9 janvier 1911 à Détroit - 26 février 1991 à Londres) est un chanteur de jazz, auteur-compositeur, pianiste et guitariste, connu pour ses vocalese et sa langue imaginaire qu'il baptise "Vout" (dont il fait un dictionnaire, en plus des huit langues qu'il maîtrisait),,,.

## Biographie
Slim Gaillard naît et grandit à Détroit. 
Dans ses interviews, il semble inventer sa vie. Il se dit le fils de Theopolous Rothschild, un immigrant gréco-allemand, et d'une afro-américaine ou cubaine, Liza Gaillard. On ne sait exactement ni la date ni le lieu de sa naissance : soit il se dit né à Cuba, à Santa Clara ; soit à Pensacola en Floride. Un recensement de 1920 répertorie un « Bulee » Gaillard à Pensacola, dans l'Alabama. 
À sa mort, les nécrologies reprennent l'enfance à Cuba de coupeur de cannes à sucre et récolteur de bananes avec son père, qui, steward maritime, l’emmenait souvent en mer et qui l'aurait égaré, à 12 ans, en Crète  au cours d'un tour du monde.
Slim revient à Détroit où il bâtit sa maison tout en travaillant : dans un abattoir, comme employé de pompes funèbres, comme ouvrier dans les usines Ford, comme boxeur ou comme passeur d'alcool durant la Prohibition.
Il apprend le piano, la guitare et le vibraphone, et joue dans le style boogie-woogie pour des numéros de music-hall. Il s'installe à New York, et met au point son numéro de jeu à plusieurs instruments en même temps et en dansant des claquettes.

## Carrière
Le style de Slim Gaillard ressemble, dans le genre hipster, comme dans la chanson pour enfants Down by the Station, à celui de Cab Calloway ou de Louis Jordan. Comme eux c'est avant tout un maître de l'improvisation. Dans son roman Sur la route, Jack Kerouac célèbre sa performance.
Slim Gaillard peut jouer de plusieurs instruments en même temps, changeant un concert de jazz en spectacle comique : il joue de la guitare de la main gauche derrière son cou, ou joue du piano les mains à l'envers comme Chico Marx. En concert, il joue de la guitare, du piano, du vibraphone et du saxophone ténor.
Slim Gaillard devient célèbre grâce au duo de jazz Slim & Slam qu'il forme en 1936 avec le bassiste Slam Stewart. Leurs tubes sont Flat Foot Floogie (with a Floy Floy), Laughin in rhythm et Tutti Frutti. Le duo se produit dans le film Hellzapoppin. En 1942, Slim Gaillard est appelé pour faire son service militaire et le duo prend fin.
Gaillard revient à Los Angeles en 1944, et s'associe ensuite au bassiste Bam Brown. Leur duo apparaît en 1948 dans le film d'un de leurs concerts dans des nightclubs avec le titre de Gaillard 'O'Voutie O'Rooney. Slim Gaillard écrit aussi Cement Mixer (Putti Putti) et l'hymne hipster, The Groove Juice Special (Opera in Vout).
À la fin des années 1940 et au début des années 1950, Gaillard se produit fréquemment au Birdland avec Charlie Parker, Miles Davis, Percy Heath, John Lewis, Flip Phillips, Coleman Hawkins. Sa session avec Charlie Parker et Dizzy Gillespie est remarquable, tant pour la musique que l'atmosphère joyeuse. En 1953, il joue au sein du Jazz at the Philharmonic, en tournée et pour le label Verve, puis, à la fin des années 1950, dans une tournée avec Stan Kenton.
Dans les années 1960, il exerce des professions aussi différentes que chapelier, manager de motel à San Diego, électricien et même agriculteur fruitier dans des cultures de fruits à Tacoma.
Gaillard apparaît plus tard dans les années 1960 et 1970 dans des séries télévisées comme Docteur Marcus Welby, Drôles de dames, Mission Impossible et Racines. 
En 1970, il revient lors du Monterey Jazz Festival avec Slam Stewart et dans les années 1970 avec Gillespie, qui le persuade en 1982 de revenir au jazz. En s'installant à Londres, il parcourt les festivals européens de jazz avec d'autres artistes comme Arnett Cobb, George Melly, John Chilton's Feetwarmers, mais aussi avec Daniel Huck avec grand succès au Japon. Il sort l'album Anytime, Anyplace, Anywhere, auquel contribuent Buddy Tate, Jay McShann, Peter Ind et Digby Fairweather. Il apparaît en 1986 dans le film Absolute Beginners où il chante Selling out. En 1989, la BBC lui consacre un documentaire, The World of Slim Gaillard.
Il meurt d'un cancer en 1991.

## Famille
La fille de Slim Gaillard, Janis Hunter, est l'ancienne femme de Marvin Gaye et la mère de l'actrice et chanteuse Nona Gaye, ainsi que de Francis « Frankie » Christian Gaye.

## Discographie
- 1953 :
  - Mish Mash (Mercury)
  - Opera in Vout/Boogie Woogie at the Philharmonic, avec Meade Lux Lewis (Clef)
  - Slim Gaillard Cavorts (Clef)
- 1956 : Smorgasbord...Help Your Self (Verve)
- 1957 : Slim Gaillard with Dizzie Gillespie and Orchestra (Halo)
- 1959 : Slim Gaillard Rides Again! (Dot)
- 1974 : Central Avenue Breakdown Volume 2, avec Teddy Edwards et Barney Kessel (Onyx)
- 1979 : At Birdland (Hep)
- 1982 : The Voutest! (Hep)
- 1983 :
  - Anytime, Anyplace, Anywhere!, avec Buddy Tate et Jay McShann (Hep)
  - Roots of Vouty (Putti Putti Music)
  - Steve Allen's Hip Fables, avec Al Jazzbeaux Collins (Doctor Jazz)
- 1984 : Cement Mixer Put-Ti Put-Ti (Folklyric)
- 1986 : Live at Ronnie Scott's London (DRG)
- 1991 : Siboney (Trojan World)

## Filmographie

### Cinéma
- 1941 : Hellzapoppin'
- 1942 : Almost Married
- 1946 : Sweetheart of Sigma Chi : Slim et son trio
- 1947 :
  - O'Voutie O'Rooney : lui-même
  - Stairway for a Star : lui-même
- 1954 : Go, Man, Go ! : lui-même
- 1961 : La Ballade des sans-espoir (Too Late Blues) de John Cassavetes : un pianiste, un chanteur (non crédité)
- 1968 : La Planète des singes
- 1970 : The Curious Female : Lushcomb
- 1974 : Willie Dynamite
- 1986 :
  - Absolute Beginners : un chanteur
  - Sky Bandits : un organiste

### Télévision
- 1966-1973 : Mission impossible
- 1969-1973 : Docteur Marcus Welby : Odie Langston
- 1969-1976 : Médecins d'aujourd'hui : un pianiste
- 1969–1970 : Then Came Bronson : Bollie Wallace
- 1970–1974 : The Flip Wilson Show
- 1976–1981 : Drôles de dames
- 1978 : The Chuck Barris Rah Rah Show
- 1979 :
  - Racines saison 2 : Sam Wesley
  - What's Happening!! : Al
  - Love's Savage Fury : Moss